# 라 멜로디
《라 멜로디》(La melodie, Orchestra Class)는 프랑스에서 제작된 라시드 하미 감독의 2017년 코미디, 드라마 영화이다. 카드 므라드 등이 주연으로 출연하였고 니콜라스 마우베르나이 등이 제작에 참여하였다.

## 출연

### 주연
- 카드 므라드
- 알프레드 래널리
- 사미르 구에스미

### 조연
- 슬리만 다지
- 장 뤽 뱅상
- 마티유 스피노시
- 자카리아-타옙 라자브
- 코린 마르샹
- 타티아나 로조

## 기타
- 의상: 조안 비치
- 배역: 저스틴 레오카디
- 배역: 애들레이드 모베르네